# 살바토레 페라가모 (기업)
살바토레 페라가모 S.p.A. ( 이탈리아어: [salvaˈtoːre ferraˈɡaːmo] )는 피렌체에 본사를 두고 있는 이탈리아의 명품 브랜드이다. 신발, 가죽 제품, 스위스 시계, 남성용과 여성용 기성복을 전문으로 한다. 안경과 시계에는 상표 라이선스를 부여하고 있다.
약 4,000명의 직원을 고용하고 654개 이상의 단일 브랜드 매장 네트워크를 운영하는 페라가모 그룹의 모회사이며 이탈리아를 비롯하여 전 세계에서 사업을 전개하고 있다.

## 역사

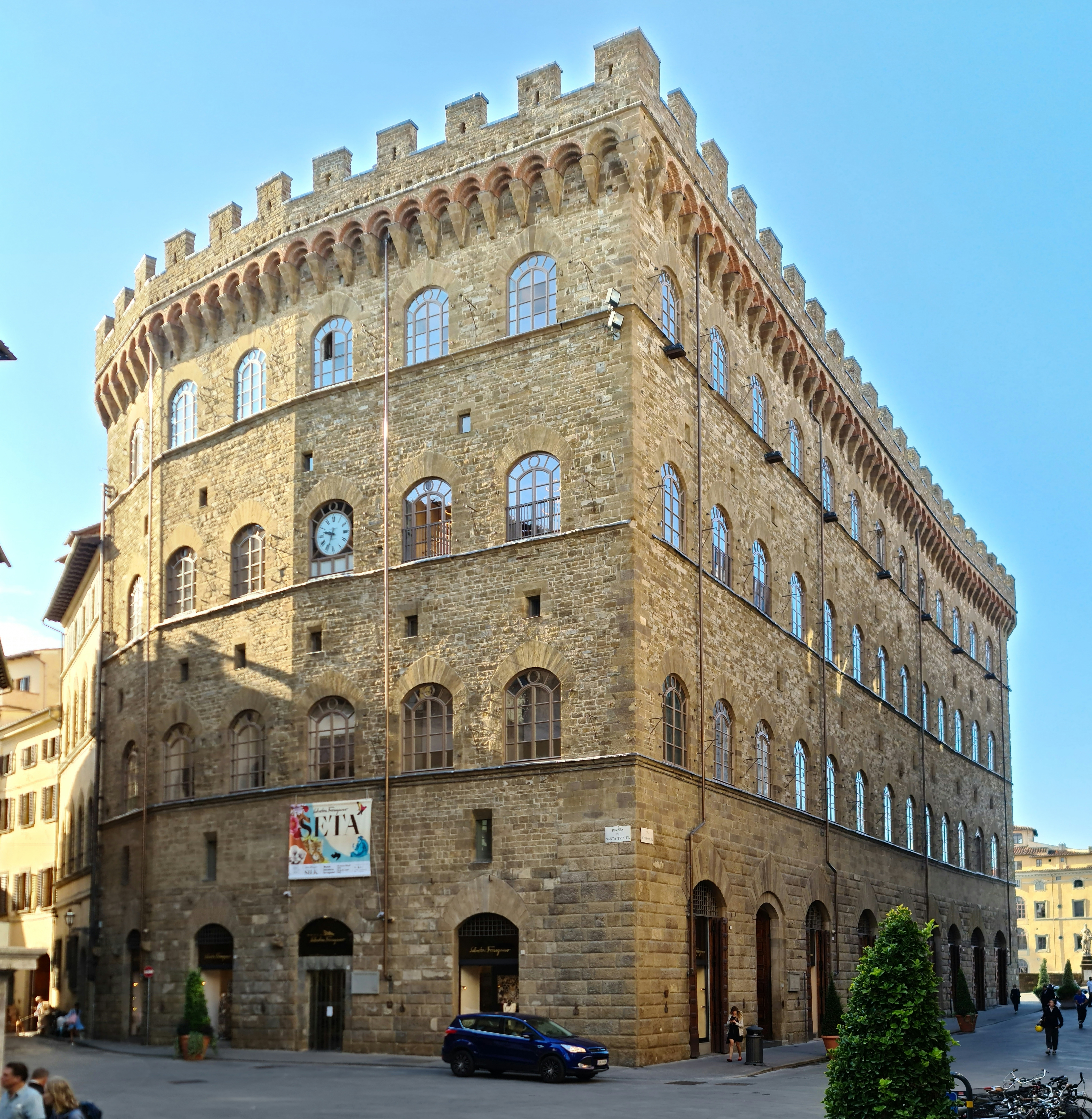
Palazzo Spini Feroni : 살바토레 페라가모 SpA의 본사. 피렌체

살바토레 페라가모는 이탈리아 남부에서 미국으로 이주했으며, 1914년에 보스턴과 캘리포니아로 이사하였다. 그는 1923년 할리우드 부트 샵(Hollywood Boot Shop)을 열었고 조앤 크로퍼드와 글로리아 스완슨 등의 영화 배우와 세실 B. 드밀의 《십계》(The Ten Commandments) 등의 영화를 위한 신발을 제작하였다. 페라가모는 이탈리아로 돌아와 1927년 피렌체에 신발 가게를 열었으나, 현재 회사는 1928년을 창립 기념일로 간주하고 있으며 2008년에 창립 80주년을 맞았다.
1960년 살바토레가 죽은 후, 그의 미망인 완다가 회사를 경영하며, 사업 분야를 안경, 향수, 벨트, 스카프, 가방, 시계, 기성복으로 확장하였다.
페라가모 가는 여전히 주요 주주 지위를 유지하고 있으며 2006년에는 살바토레의 미망인 완다와 5명의 자녀, 23명의 손자, 친척이 포함되어 있었다. 가족 중 3명만 회사 경여에 참여할 수 있다는 규칙이 있어 치열한 경쟁이 촉발되었다. 이러한 긴장을 완화하기 위해 2006년 9월, 회사 주식의 48%를 유통할 계획을 발표하였으나,  2008년 1월  금융 시장 침체로 인하여 계획이 보류되었다가, 2011년에 증권 거래소에 상장되었다.

## 혁신
회사의 역사를 통틀어 페라가모는 혁신적인 디자인과 재료의 사용으로 알려져 있다. 이러한 혁신은 살바도르가 캘리포니아서 구두 가게를 경영하던 시절로 거슬로 올라가며, 살바토르는 더욱 편안한 구두를 제작하기 위하여 해부학을 공부하였다. 페라가모의 혁신에는 웨지힐, 조개 껍질 모양의 신발창, 금속 굽, 금속 신발창, 18캐럿 금 샌들, 1938년 Maharani of Cooch Behar를 위해 제작한 글로브드 아치(gloved arch) 신발, 마릴린 먼로에 의해 유명해진 금속으로 보강한 스틸레토 굽 등이 있다.

## 같이 보기
- 크리스찬 루부탱
- LVMH